# Emanuel Fränkel
Emanuel Fränkel (ur. 14 listopada 1842 w Prudniku, zm. 11 września 1920 tamże) – niemiecki przemysłowiec pochodzenia żydowskiego, filantrop.

## Życiorys
Emanuel Fränkel pochodził z rodziny żydowskiej. Jego ojcem był Samuel Fränkel, założyciel tkalni lnu i adamaszku (późniejszy „Frotex”) w Prudniku, a matką była Ester Polke. Miał trzynaścioro rodzeństwa.
W 1869 roku po odbyciu zagranicznych szkoleń w dziedzinie bielenia i wykańczania został udziałowcem rodzinnej spółki Die Offene Handelsgesellschaft S. Fränkel. Współudziałowcy firmy S. Fränkel tworzyli 3 grupy robocze. Do pierwszej należeli Josef Pinkus i Albert Fränkel, do drugiej Abraham Fränkel, a do trzeciej Emanuel i Hermann Fränkel. W przypadku przejścia któregoś z nich na emeryturę lub śmierci, jego miejsce zajmował inny członek rodziny, którego część udziałów wzrastała proporcjonalnie do stażu pracy. 10 stycznia 1870 ożenił się ze swoją siostrzenicą Emmą Deutsch (1850–1922). Małżeństwo miało czworo dzieci: Paul (1872–1931), Elise (1874–1927), Helene (1875–1952) oraz Ernst (1879–1955). W 1874 zakupił, w imieniu rodzinnego przedsiębiorstwa, bielarnię w Podlesiu.

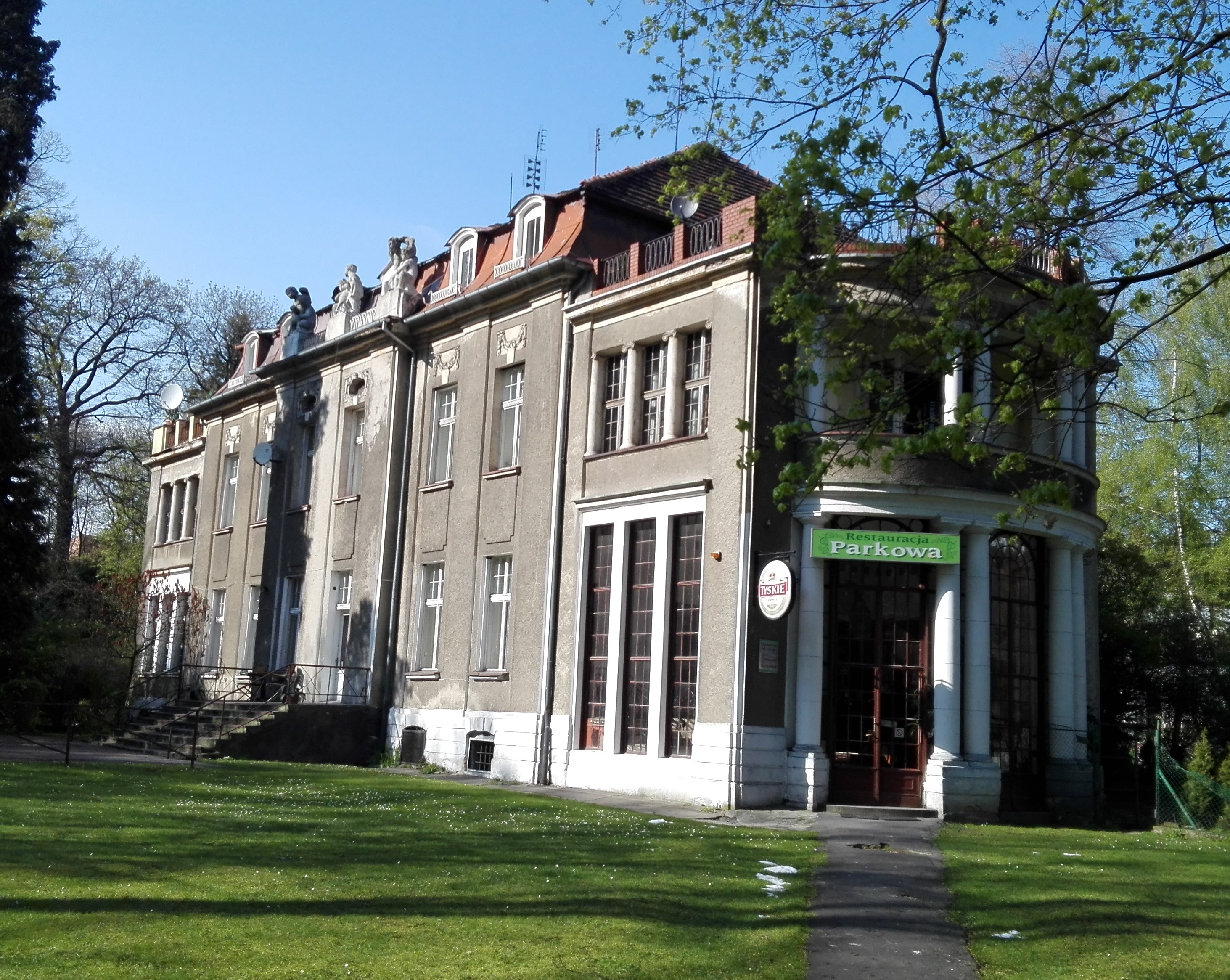
Willa przy ul. Parkowej 2

Wraz z Josefem Pinkusem ufundował witraże zdobiące okna synagogi w Prudniku. W 1905 przekazał 9000 marek na budowę pomnika cesarza Wilhelma I na prudnickim Victoriaplatz (ob. plac Szarych Szeregów). Sfinansował też ogrodzenie pomnika. W 1906 wraz z Josefem Pinkusem i Albertem Fränklem podarował 200 000 marek na budowę Łaźni Miejskiej. Emanuel Fränkel i Josef Pinkus wznieśli willę przy ul. Piastowskiej 26, w której obecnie mieści się Zespół Szkół Medycznych. Następnie został właścicielem willi koło Parku Miejskiego, przy ul. Parkowej 2. Był współzałożycielem prudnickiej sekcji Morawsko-Śląskiego Sudeckiego Towarzystwa Górskiego. Otrzymał tytuł radcy handlowego, a po śmierci swojego brata Alberta podjął urząd niepłatnego radcy miejskiego, który piastował do śmierci w 1920.

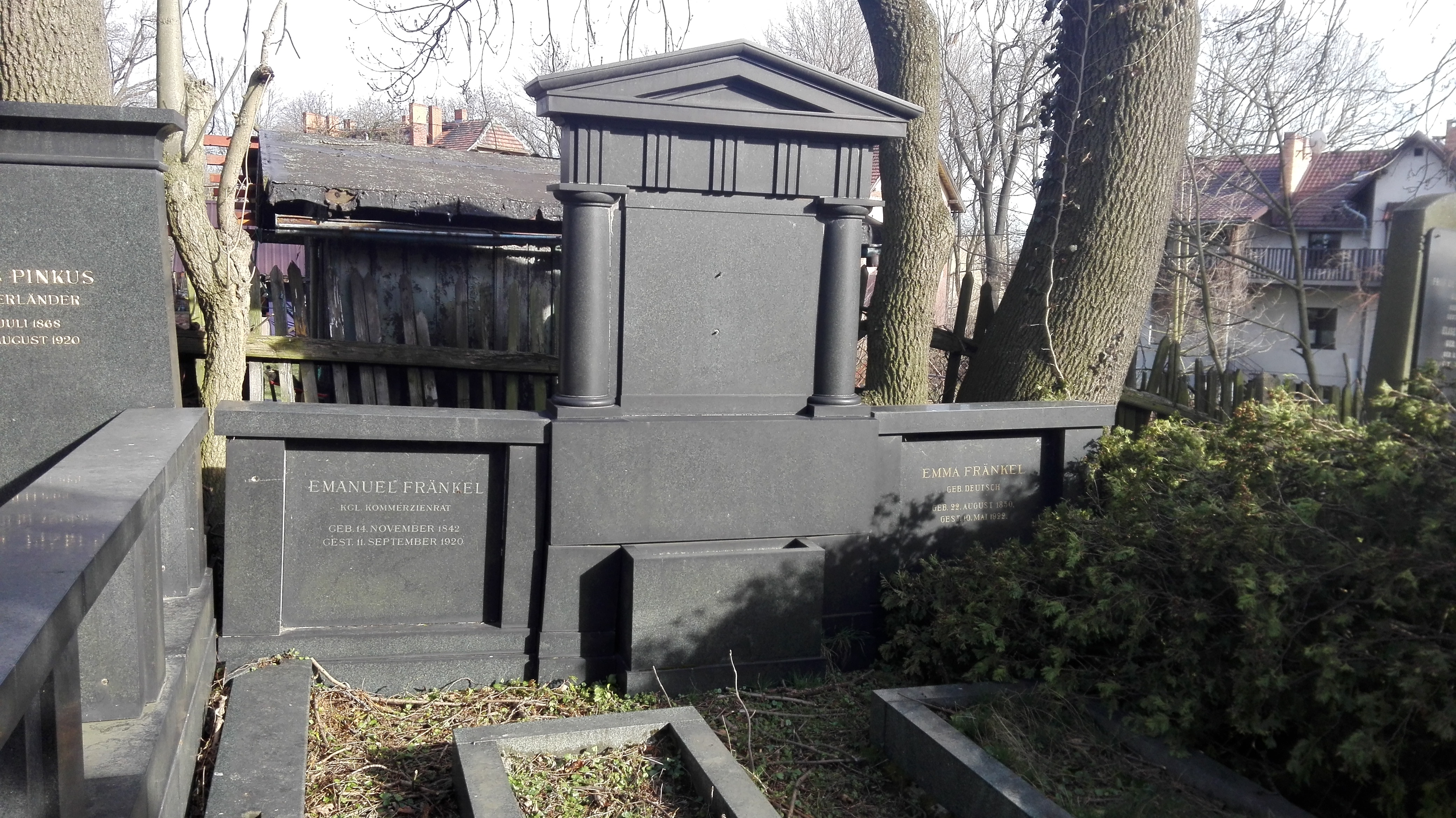
Grób Emanuela i Emmy Fränklów

Zgodnie z jego testamentem, klasztor bonifratrów w Prudniku otrzymał 5000 marek, z przeznaczeniem na lokatę, której odsetki miały służyć opiece nad chorymi. Zapisał także 2000 marek na fundusz, którego odsetki miały po połowie wspierać szpitale żeński i męski. Sierociniec św. Anny otrzymał 1000 marek, a zgodnie z decyzją Emanuela, odsetki z lokaty miało otrzymywać „najlepsze” dziecko. Prudnickiemu gimnazjum zapisał sumę 3000 marek dla „trzech biednych, ale pilnych i godnych uczniów”. Pozostawił do dyspozycji gminie Prudnik 24 000 marek, z czego 2000 miało trafić zaraz po jego śmierci do najbiedniejszych mieszkańców, tak aby każdy dostał przynajmniej 20 marek. Za kolejne 2000 marek miała zostać utworzona Fundacja dla biednych im. Emanuela Fränkla (Emanuel Fränkel’schen Armenstiftung), z której funduszu coroczne odsetki miały być przekazywane „najlepszemu” biednemu w mieście, wskazanemu przez magistrat. Za sumę 500 marek miał on otrzymać węgiel i drewno, natomiast reszta miała być rozdana pomiędzy innych „wybranych” biednych, tak aby każdy dostał co najmniej 20 marek. Został pochowany na cmentarzu żydowskim w Prudniku. Na jego cześć ulica Parkowa otrzymała nazwę Emanuel-Fränkel-Promenade.